# Illa d'en Tusqueta
L'Illa d'en Tusqueta és una illa de la costa Nord de Menorca, davant de la Cala Tusqueta, al cantó Est de la Mola de Fornells. Destaca la presència de la sargantana endèmica Podarcis lilfordi sargantanae.